# David Usher
Pour les articles homonymes, voir Usher (homonymie).
David Usher (né le 24 avril 1966), est un chanteur compositeur pop rock britannique vivant actuellement à Montréal. Autrefois chanteur du groupe canadien Moist (1992-2000), il a entrepris une carrière en solo vers la fin de 1990. En septembre 2013, le groupe MOIST renait de ses cendres.

## Biographie
David Usher nait à Oxford, au Royaume-Uni. Sa mère, Samphan Usher, est une artiste thaïlandaise bouddhiste. Son père, Dan Usher est un juif montréalais, professeur d'économie à la Queen's University. David Usher a vécu à plusieurs endroits, en Malaisie, à New York, en Californie et en Thaïlande depuis son enfance, avant que sa famille ne s'établisse à Kingston, en Ontario. Il étudie à Kingston au Collegiate And Vocational Institute puis entre à Simon Fraser University à Burnaby, en Colombie-Britannique. Diplômé en science politique, sa scolarité influence plus tard sa carrière musicale. Usher est un humaniste qui s'implique dans plusieurs causes sociales. Il a publié un livre le 4 mars 2015 qui s'intitule "Let the Elephant Run" ou "Laissez courir l'Éléphant" en français.

## Discographie

### Moist
- Silver (1994)
- Creature (1996)
- Mercedes 5 and Dime (2000)
- Machine Punch Through (2001)
- Glory Under Dangerous Skies (2014)

### Solo
- Little Songs (1998)
- Morning Orbit (2001)
- Hallucinations (2003)
- If God Had Curves (2005)
- Strange Birds (2007)
- Wake Up and Say Goodbye (2008)
- The Mile End Sessions (2010)
- Songs from the Last Day on Earth (2012)
- Let It Play (2016)